# Euphorbia spruceana
Euphorbia spruceana är en törelväxtart som beskrevs av Pierre Edmond Boissier. Euphorbia spruceana ingår i släktet törlar, och familjen törelväxter. Inga underarter finns listade i Catalogue of Life.